# Pierre Tapie
Pour les articles homonymes, voir Tapie.
 (décembre 2011).
Si vous disposez d'ouvrages ou d'articles de référence ou si vous connaissez des sites web de qualité traitant du thème abordé ici, merci de compléter l'article en donnant les références utiles à sa vérifiabilité et en les liant à la section « Notes et références ».
Pierre Tapie, né le 24 août 1957 à Marseille, est un chercheur en biophysique et biotechnologies, directeur d'établissements d'enseignement supérieur.
Il dirige l'École d'ingénieurs de Purpan de 1990 à 2001, puis le Groupe ESSEC de 2001 à 2013. Il préside la Conférence des grandes écoles de 2009 à 2013.
Depuis 2013, il est conseiller en stratégie universitaire auprès de grandes écoles et de gouvernements au sein de la société qu'il a fondée, Paxter.

## Biographie

### Formation
Pierre Tapie effectue ses classes préparatoires au lycée Thiers de Marseille. Diplômé de l'École polytechnique (X1977), il est titulaire d'un DEA de biochimie et d’un doctorat d’État ès sciences naturelles de Paris-11, ainsi que d'un MBA de l'INSEAD. Il a étudié la théologie à l'Institut catholique de Paris. 

### Carrière
Il travaille neuf ans au sein du groupe Elf-Sanofi dans des fonctions de recherche et stratégie en biotechnologies.
En 1990, il prend la direction de l'École supérieure d'agriculture de Purpan, à Toulouse.
En 2006, il est choisi comme membre de l'organisme d'accréditation Association to Advance Collegiate Schools of Business (AACSB), et comme président de la fondation GRLI (Globally responsible Leadership Foundation), sous l'égide de l'ONU, jusqu'en 2011. Michael Powell lui succède en 2011.
En 2001, il quitte Purpan et devient directeur général du groupe ESSEC. 
Il est élu le 9 juin 2009 président de la Conférence des grandes écoles, dont il était vice-président depuis 2001. De 2002 à 2010, il préside la Fédération des écoles supérieures d'ingénieurs et de cadres.
En 2013, il quitte la direction du groupe ESSEC et de la Conférence des grandes écoles.
Il fonde alors son propre cabinet de conseil en stratégie universitaire, Paxter.
Depuis 2019, il est président du think tank consacré aux jeunes et à l'éducation, VersLeHaut.

### Prises de position
En 2010, il milite pour que la loi Toubon soit réformée afin que les enseignements dans les écoles supérieures françaises puissent être donnés entièrement en  anglais.

## Décoration
- Chevalier de la Légion d'honneur